# 哈里·哈洛
哈利·費德瑞克·哈洛（英語：Harry Frederick Harlow，1905年10月31日—1981年12月6日）是一位美國心理學家。他因以恒河猴進行母嬰分離、依賴需求和社會隔離等理論研究實驗而聞名，該些實驗顯示照顧和陪伴對社會和認知發展的重要性。他的大部分研究是在威斯康辛大學麥迪遜分校進行，人本主義心理學家亞伯拉罕·馬斯洛曾在那裡與他短暫合作。
哈洛的實驗在倫理上有爭議。其中包括分別以金屬絲和木頭製作的「替代母親」作為恒河猴嬰兒的依戀對象，以進行觀察實驗。
在他的職業生涯後期，他在隔離室中培育幼猴長達24個月，期間它們表現出強烈的不安。一些研究人員將這些實驗視為美國動物解放運動興起的因素。

## 早年
哈洛本名哈利·費德列克·以色列（Harry Frederick Israel）。雖然他的姓氏是「以色列」，但他的猶太裔血統只有十六分之一。他生於愛荷華州，父親是阿朗索·哈洛·以色列（Alonzo Harlow Israel），梅波·拉克·以色列（Mable Rock Israel）。雙親育有四個孩子，哈洛是第三個。阿朗索曾就讀醫學院，但中途放棄了，後來他從事過不同的事業，包括管理農場、房地產生意和開雜貨店等等。
1924年，哈洛入讀史丹福大學。他本來主修英語，但首個學期的成績實在不堪入目，他於是轉向心理學系。哈洛就讀研究院時的指導教授是當時得令的路易斯·特曼。特曼是個強烈的精英主義者和優生學主義者，以研究智力測驗而馳名。特曼是其中一個建議哈洛改姓的人，認為「以色列」這個姓氏令人聯想到猶太人，會對他日後工作不利；1930年，哈利·費德列克·以色列即將博士畢業之際，他將自己改名為哈利·費德列克·哈洛。
畢業後，哈洛得到威斯康辛大学麦迪逊分校的教職。大學給了他一個地下室作實驗。哈洛漸漸主力以猿猴作實驗，研究安全感、依賴對嬰兒養育的重要性。當時，威斯康辛的心理學系偏好數理、統計導向的研究，哈洛是研究者中的異類，但不管如何，有四十個學生在這個靈長類實驗室獲得博士學位，學術界和公共部門也認同哈洛的才幹：1950-1952年，哈洛擔任陸軍人力資源研究部主席，1952-1955年擔任國家科學研究委員會的人類學與心理學部首長，1958-1959年他擔任了美國心理學會主席及陸軍科學諮詢委員會的顧問。

## 著名研究
- 代母實驗：將出生猴子和兩個玩偶放在一起，一個用布造，提供溫暖但不提供食物；另一個用鐵絲造，冰冷生硬但卻有一個裝滿牛奶的奶瓶。小猴子傾向與「布媽媽」相處，即使將食物放在「鐵絲媽媽」懷裏，小猴子吃過食物之後，仍會跑到布媽媽身上；受到驚嚇時，小猴子也會跑到布媽媽身上。
- 剝奪母愛：在缺少玩伴或母親之下成長的猴子，較易恐懼，或較易攻擊別的猴子或人類。
- 社交孤立：將初生的猴子孤獨地在隔絕的籠裏生活六個月後，這些猴子嚴重將缺乏社交能力。若將在正常社交環境下長大的猴子，孤立六個月，回到正常的生活情境之後，他們只能夠復原部分的社交能力。
- 绝望之井：把猴子头朝下在黑屋子吊了兩年。猴子后来出现了严重的、持久的、抑郁性的精神病理学行为。
- 铁娘子（IronMaiden）實驗：铁娘子是哈洛设计的一种特殊的代母，她会向初生的猴子发射鈍頭的铁钉，并且向它们突然吹出冷气，把猴子吹得只能紧贴笼子的栏杆，并且不停尖叫。
- 面具實驗：哈洛猜测脸是爱的另外一个变数。哈洛把初生的猴子与一个脸部没有任何特征的绒布代母关在一起。猴子爱上了无脸代母。但当逼真的猴面具安裝在绒布代母臉上後，猴子變得害怕绒布代母。
- 恐怖隧道：哈洛做了一个平常体温是37℃但可以急速的降至2℃的绒布代母，使初生的猴子因為代母体温的突然冰寒而严重精神错乱。

## 私生活
哈洛的私生活並不平淡。1932年，哈洛與克拉拉·米爾斯（Clara Ernestine Mears）結婚。米爾斯的 IQ 超過 150 ，童年時曾是特曼的研究個案之一。他們相識於 1930年，當時的哈洛剛到威斯康辛教學，米爾斯則剛剛由米爾斯學院（Mill's College）畢業，到威斯康辛擔任研究助理。雖然米爾斯被視為很有潛力的心理學家，當時學術界的不能接受夫婦在同一院校同一部門工作，米爾斯放棄了學術生涯，去當百貨公司的銷售員。他們生育了兩個孩子，羅柏（Robert）和李察（Richard）；1946年兩人離婚。哈洛個性敏感，很需要婚姻和夥伴關係，離婚對他打擊很大。很快，哈洛便重建他的私人生活：他再婚了，對象是研究團隊裏的心理學家瑪格麗特·基尼（Margent Kuenne）；他們也育有兩個孩子，帕米拉（Pamela）和約翰尼（Jonathan）。1971年8月，基尼因癌病逝世。1972年3月，哈洛跟米爾斯再次結褵，他們一起生活，直到哈洛於1981年逝世。

## 外部連結
- National Academy of Sciences Biographical Memoir （页面存档备份，存于）